# Вецка
Вецка (рум. Vețca) — село у повіті Муреш в Румунії. Адміністративний центр комуни Вецка.
Село розташоване на відстані 235 км на північний захід від Бухареста, 27 км на південний схід від Тиргу-Муреша, 102 км на південний схід від Клуж-Напоки, 99 км на північний захід від Брашова.

## Населення
За даними перепису населення 2002 року у селі проживали 411 осіб.
Національний склад населення села:
| Національність | Кількість осіб | Відсоток |
| -------------- | -------------- | -------- |
| угорці         | 401            | 97,6%    |
| румуни         | 10             | 2,4%     |

Рідною мовою назвали:
| Мова      | Кількість осіб | Відсоток |
| --------- | -------------- | -------- |
| угорська  | 399            | 97,1%    |
| румунська | 12             | 2,9%     |

## Міста-побратими
- Замарді, Угорщина